# SADE (entreprise italienne)
Pour les articles homonymes, voir Sade.
La Società Adriatica Di Elettricità - S.A.D.E. S.p.A. était une société électrique privée italienne fondée en 1905. Après la Seconde Guerre mondiale, elle était une des principales compagnies électriques de la péninsule. La Loi italienne No 1643 du 6 décembre 1962 impose la nationalisation de toutes les entreprises électriques privées sur le territoire italien. La société S.A.D.E. SpA est nationalisée et ses installations sont transférées à l'ENEL ; ses autres activités industrielles sont rachetées par le groupe Montecatini SpA.

## Histoire

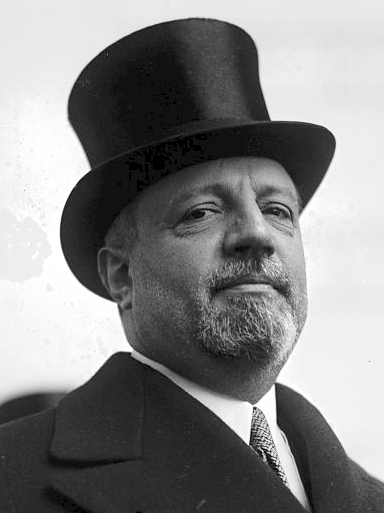
Giuseppe Volpi, comte de Misurata

La Società Adriatica Di Elettricità S.p.A. a été fondée par Giuseppe Volpi, comte de Misurata, et par le comte Ruggero Revedin le 31 janvier 1905 à Venise dont l'objet était « la construction et l'exploitation d'installations de production, de transport et de distribution d'énergie électrique en Italie et à l'étranger ». Ruggero Revedin et Amedeo Corinaldi furent ses premiers Présidents et Giuseppe Volpi, d'abord Directeur Général, en devient Président en 1912.
À Venise, l'entreprise avait son siège social au Palais Balbi, qu'elle a acheté en 1925 et qu'elle a fait restaurer et réaménager.

### Les origines
Au début, les activités de la société furent modestes et se limitaient au rachat des usines de production et de distribution des sociétés Cividale del Friuli et Palmanova puis, d'Oderzo et Motta di Livenza, pour une puissance totale d'à peine 300 kW. Après une forte augmentation de capital en novembre 1905, la société lance un vaste programme de rachat de plusieurs groupes d'usines de production et de distribution dans les provinces de Bari et de Padoue, dont la centrale hydroélectrique de Caorame, affluent du Piave, d'une puissance de 300 kW.
Le développement de SADE SpA se poursuit avec le rachat des usines de production et de distribution de Chioggia, Faenza et de la province de Vicence. La société rachète des participations dans des sociétés qui seront, plus tard, absorbées comme : Forze Motrici Cismon Brenta, concessionnaire de la centrale hydroélectrique de Cismon (it), l'une des plus audacieuses de l'époque (centrale de Pedesalto avec une puissance installée de 6 600 kW) et Elettrica Milani de Vérone, qui possède les usines de production de l'Adige : centrales de Sorio Vecchia et Colombarolo d'une puissance totale de 9 000 kW).
Pour assurer le meilleur approvisionnement en énergie électrique dans les zones desservies, S.A.D.E. SpA décide ce construire un réseau de transport 30 kV alimenté aussi par les centrales de Cellina (it) : Malnisio (it), Giais (it) et Partidor (it) et du Lac de Santa Croce (it) avec les centrales de Fadalto Vecchia et Nove Vecchia  d'une puissance totale de 15 000 kW de la Société Italienne pour l'Utilisation des Forces Hydrauliques de Vénétie (SIUFIV), aussi connue sous le nom de Société Cellina qui sera également absorbée par SADE SpA.
Au début de l'année 1915, la compagnie SADE Spa assurait la distribution de l'énergie électrique dans de nombreuses villes des provinces italiennes du nord-est de la péninsule : Udine, Belluno, Trévise, Vicence, Venise, Vérone, Padoue, Rovigo, Ferrare, Forlì et Ravenne mais aussi au sud, dans les Pouilles. Avec l'entrée en guerre de l'Italie en 1915, une grande partie de l'activité de S.A.D.E. SpA s'est déroulée dans les zones du Front italien. Toute l'organisation technique de la compagnie est mise au service du pays et à l'entière disposition de l'Armée pour répondre aux besoins de guerre, ce qui lui vaudra les éloges du secrétaire d'État aux Armes et Munitions et de l'Intendant Général de l'Armée du Roi d'Italie.
En raison de l'état de guerre, la société ne peut pas entreprendre les travaux de construction de nouvelles centrales. En effet la première centrale S.A.D.E. mise en service après le conflit sera, en 1919, la centrale du Partidor, la troisième centrale de Cellina, avec une puissance de 3,5 MW. La société met aussi en œuvre l'augmentation de la tension de son réseau de transport, faisant passer de 30 à 60 kV les lignes partant des centrales de Fadalto, Nove, Giais et Malnisio et traversant la plaine vénéto-émilienne jusqu'à Bologne, pour être reliées à la Société d'Électricité de Bologne. S.A.D.E. SpA étend son champ d'action à la région des Marches, en sécurisant les centres de production et les zones de distribution des provinces d'Ancône et de Macerata et en réalisant l'interconnexion entre les usines alpines et apennines qui, quelques mois plus tard, se révélera providentielle.
La défaite de Caporetto affecte directement et gravement la société qui, entre le 5 et le 11 novembre 1917, perd ses principales sources de production d'énergie, désormais situées en territoire occupé par l'ennemi. Les quelques centrales hydroélectriques encore en activité, dont le noyau principal est constitué par les centrales de l'Adige, et les connexions audacieuses pour l'époque, réalisées en un temps record entre les réseaux de la Romagne et des Marches et entre les centrales de l'Adige et celles de Lombardie, vont permettre d'assurer un service minimum pour les principaux besoins jusqu'à la bataille de Vittorio Veneto, en novembre 1918.

### L'entre deux guerres
Dès la fin de la Première Guerre mondiale, la compagnie SADE SpA entreprend très rapidement les travaux de restauration des installations détruites et/ou endommagées par la guerre, de sorte qu'à Noël 1918, les centrales hydroélectriques de Malnisio et Nove peuvent à nouveau faire converger leur énergie vers Mestre et Venise.
La reconstruction fut pratiquement achevée en 1919. Entre-temps la société étend son activité de distribution à la Vénétie julienne et à l'Istrie. Elle engage la construction des centrales hydroélectriques du lac de Santa Croce (it). Lors de la construction du Port Industriel de Venise-Marghera en 1919, conçu et souhaité par Giuseppe Volpi, S.A.D.E. SpA a fait construire une centrale thermoélectrique avec production de vapeur de 30 MW qui a été complétée pour atteindre la puissance de 230 MW en 1924.
Le réseau de transport d'électricité s'étend de plus en plus. La quantité d'énergie à acheminer et les distances à parcourir conduisent la compagnie, en 1924, à construire la première ligne à 150 kV depuis les centrales électriques de Piave-Santa Croce de Portomaggiore à Ferrare jusqu'à Trieste. L'activité de S.A.D.E. SpA s'étend désormais des Alpes vénitiennes à la mer Adriatique jusqu'à la Romagne mais aussi à l'Émilie avec la prise de participation dans la Società Bolognese di Elettricità, qui possède le réseau de distribution d'électricité et les centrales de Brasimone (Santa Maria et Le Piane) d'une puissance de 15,4 MW qui alimente tout le secteur de Bologne.
En 1930, avec la mise en service de la centrale de Livenza, les centrales de Piave-Santa Croce près de Sacile d'une puissance de 190 MW, sont mises en service. Dans la zone de Basse Piave, les deux centrales électriques de Pederobba et Croce del Gallo sont opérationnelles avec une puissance de 5 MW depuis 1929. Dans le cadre d'un vaste programme d'échange d'énergie avec les entreprises voisines, la construction d'une ligne de 150 kV pour interconnecter les centrales SADE et Cardano de la SIP - Società Idroelettrica Piemonte via Feltre est réalisée. En 1933, S.A.D.E. SpA rachète la centrale de Piave-Ansiei, centrale électrique de Pelos d'une puissance de 30 000 kW, construite en 1930.
Dès 1936, pour répondre aux besoins toujours croissants en énergie, la compagnie S.A.D.E. SpA engage la construction des centrales de Medio Cordevole, le barrage de Ghirlo avec les centrales de Cencenighe, Agordo et La Stanga d'une puissance totale de 90 000 kW, les centrales d'Isonzo et de Doblari de 48 000 kW et la centrale de Sorio Nuova sull'Adige de 12 500 kW. SADE SpA avait également engagé les travaux de l'usine de Lumiei-Alto Tagliamento et les travaux préparatoires de l'usine de Piave-Boite-Mae-Vajont, destinée à devenir la plus importante installation SADE mais, pour la deuxième fois en deux décennies, la société va subir directement les conséquences de la Seconde Guerre mondiale.
En juillet 1943, survient la chute du régime fasciste et en septembre 1943, l'Italie signe l'armistice de Cassibile. Ces événements politico-militaires ont imposé des variations et des réductions dans les programmes de travail, cependant, dans la mesure où les circonstances exceptionnelles le permettaient, les travaux de l'usine Lumiei-Alto Tagliamento se sont poursuis. Les opérations de guerre touchent toutes les installations SADE. Les destructions et les dégâts augmentent de jour en jour, ce qui entraîne inévitablement des coupures de distribution.

### La reconstruction (1945-1955)
La fin de la guerre place la S.A.D.E. face au problème complexe de la reconstruction, aggravé par la perte de deux des usines les plus importantes et modernes de Doblari et Plava, sur l'Isonzo sur la commune de Canale d'Isonzo, et des aires de répartition des provinces de Fiume, Pola et une partie des provinces de Trieste et Gorizia, territoires rétrocédés à l'ex Yougoslavie, aujourd'hui la Slovénie.
Les travaux de reconstruction ont été menés tambour battant et, à partir de juin 1945, la distribution d'électricité a pu reprendre normalement.
En 1947, les travaux de la centrale de Lumiei-Alto Tagliamento reprennent à plein régime, avec le barrage de Sauris et la centrale électrique Giuseppe Volpi à Ampezzo, d'une puissance de 60 000 kW. Elle est inaugurée en 1948, tout comme la centrale Piave-Boite-Mae-Vajont, tandis que la construction des centrales Alto Cordevole et Cordevole-Mis-Piave commençait. Fin 1949, le barrage de Pieve di Cadore de la centrale Piave-Boite-Mae-Vajont sont achevés. En 1951, débute la construction du barrage de Val Gallina et la centrale hydroélectrique de Soverzene (it) est mise en service en 1953 avec les 2 premiers groupes d'une puissance de 110 000 kW, qui atteindra 220 000 kW avec quatre groupes en 1955. En 1952, le barrage de Valle di Cadore sur le Boite a été réceptionné.
En novembre 1951, l'inondation du Polesine (it) endommage gravement une vaste zone de distribution comprenant les provinces de Rovigo et de Venise. La même année, S.A.D.E. SpA complète la ligne HT de 220 kV de la centrale de Soverzene jusqu'à Bologne ainsi que la ligne Lienz en Autriche à la centrale de Pelos dans la province de Belluno en Italie, qui constituait la première étape des échanges d'énergie électrique entre les réseaux autrichien et italien de SADE SpA.
En 1952, la construction du barrage "La Stua" dans le Val Canzoi sur le Caorame commence. Son réservoir alimentera la centrale électrique « La Guarda ». Entre 1953 et 1955, les centrales de Barcis, San Foca (it) et Villa Rinaldi (it), (centrales de Cellina), sont mises en service, d'une puissance totale de 19,2 MW, alimentées par le lac-réservoir de Barcis.
En 1954, un accord est signé avec le "Consortium Canale della Vittoria" pour l'irrigation, la restitution de l'eau du Piave prélevée au carrefour de Soverzene pour alimenter le lac de Santa Croce (it) et les usines de Fadalto et Livenza (it).
En 1955, la centrale hydroélectrique de Gardona (centrale Piave-Boite-Mae-Vajont) est mise en service, alimentée par le barrage provisoire sur la Maè, avec une puissance de 18 MW. Parmi les centrales de Cordevole, la construction du barrage de Fedaia et de la centrale électrique de Malga Ciapela, d'une puissance de 20 MW avec les centrales Saviner (13 MW), Taibon (sur le Tegnas) et Camolino alimentées par les eaux des la centrale électrique de La Stanga (20 MW). La construction de la centrale hydroélectrique de Somplago débute, construite sur le Medio Tagliamento, d'une puissance de 275 MW.
En 1955, après 50 ans d'existence, la société S.A.D.E. SpA comprenait :
- centrales hydroélectriques, en exploitation ou en construction, pour une puissance totale d'environ 1 GW et une production annuelle de 4 000 GWh,
- centrales thermoélectriques, en exploitation ou en voie d'achèvement, pour une puissance globale de 23 MW et une production annuelle de 1 000 GWh,
- des systèmes de transport, dont un réseau HT de 30 kV à 220 kV de plus de 4 000 km, de postes de transformation primaire pour une puissance totale de 2 millions de kVA,
- un réseau de distribution HT de 12 000 km, un réseau basse tension de plus de 25 000 km et 7 000 sous-stations de distribution. La compagnie dessert 1 300 000 clients distribués sur 35 000 km2, répartis sur 14 provinces, 800 communes représentant une population de 7 millions d'habitants.

Le groupe Società Adriatica Di Elettricità S.p.A. comprend les entreprises : 
- Idroelettrica,
- Servizio Primario di Distribuzione Cellina,
- Elettrica Euganea,
- Elettrica Padana,
- Elettrica Val Brenta,
- Elettrica Veneto Centrale

et les entreprises associées : 
- Bellunese per l'Industria Elettrica,
- Bolognese di Elettricità,
- Priulana di Elettricità,
- Elettrica Interprovinciale,
- Elettrica Romagnola,
- Anonima Elettrica Trevigiana,
- Elettrica della Venezia Giulia,
- Termoelettrica Veneta.

S.A.D.E. SpA a également des participations dans les entreprises :
- Società Idroelettrica Medio Adige (SIMA),
- Idroelettrica del Grappa,
- Elettricità Ponale ed Idroelettrica dell'Alto Savio.

Le groupe S.A.D.E. SpA compte 7 000 salariés, dont 100 cadres, 2 700 employés et 4 200 ouvriers. Parmi les nombreuses institutions sociales, la société disposait : 
- la colonie alpine « Vena d'Oro » à Ponte nelle Alpi,
- les colonies marines au Lido de Venise et à Marebello di Rimini,

qui pouvaient accueillir 1 800 enfants des salariés du groupe.
Le groupe a également mis à disposition plus de 1 500 logements au personnel, fournis directement ou à travers des conventions avec des organismes de gestion des logements sociaux des différentes provinces selon le plan INA-Casa (it).
En 1956, le barrage de Pontesei sur le Maè est achevé, la centrale électrique de Malga Ciapela mise en service, alimentée par le réservoir du barrage de Fedaia. En 1957, les travaux de construction de deux barrages commencent. Le barrage de Vajont, entre les provinces d'Udine et de Belluno, et le barrage de Mis, dans la commune de Sospirolo. La même année, la S.A.D.E. entame la construction d'un nouveau siège opérationnel, en construisant un bâtiment en verre et béton sur le Rio Nuovo à Venise, conçu par les architectes milanais Luigi Vietti et Cesare Pea.
En 1959, les travaux de construction du canal Castelletto-Nervesa sont lancés. D'une longueur de plus de 20 km, il démarre de la sortie de la centrale de Castelletto, en activité depuis 1923, près de Cappella Maggiore, dont la puissance installée est portée à 18,6 MW. Les deux tiers du canal sont à ciel ouvert et le reste en tunnels et siphons. Il se jette dans le Piave à Nervesa della Battaglia. L'approvisionnement du Consortium Canale della Vittoria a ainsi été rendu plus régulier, éliminant les pertes le long du Piave, entre les exutoires de Soverzene et de Nervesa. La construction de ce nouvel ouvrage était également liée à la montée en puissance d'autres consortiums d'irrigation qui en ont tous bénéficié. La production d'électricité des centrales électriques du système Piave-Santa Croce a été augmentée.

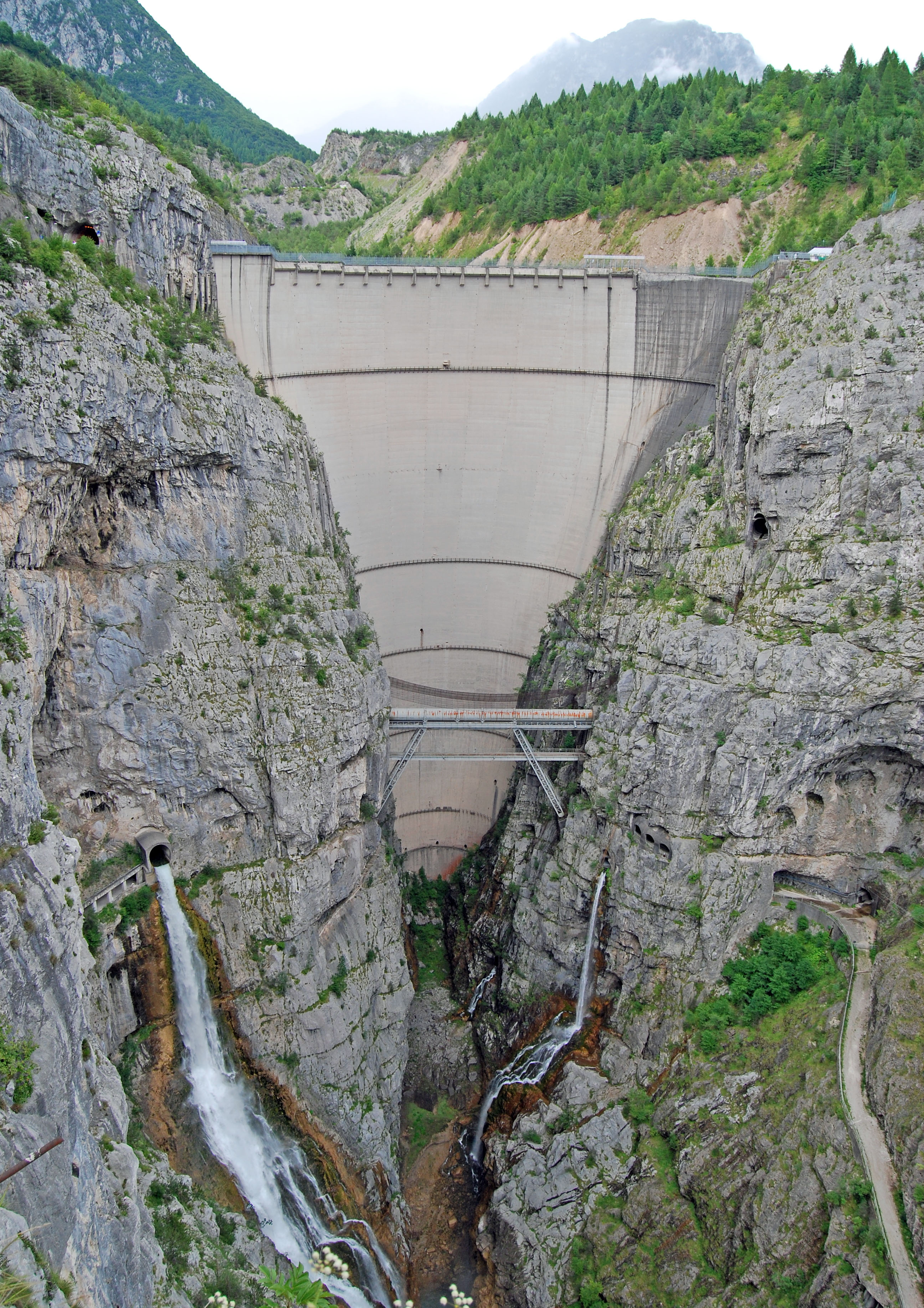
Barrage du Vajont - béton armé double courbure (le plus haut du monde lors de sa construction en 1957) - retient un lac de 169 millions de m

En 1960, les barrages de Vodo di Cadore, de Vajont et de Busche sont achevés. Les centrales électriques de Pontesei, alimentée par le barrage de Vodo, et de Quero, sont mises en service. En 1961, la centrale électrique de San Floriano Nuova, près de Vittorio Veneto, est mise en service, grâce à une alimentation par le canal Castelletto-Nervesa, équipée d'un groupe "ampoule" composé d'une turbine Kaplan et d'un alternateur à axe horizontal complètement immergé, d'une puissance de 9,0 MW. La construction du tunnel de contournement du Vajont se termine la même année.
En 1962, la construction du barrage de Mis et du canal Castelletto-Nervesa sont achevés. La centrale de Colomber, à proximité du barrage du Vajont, est mise en service. Fin 1962, le réseau des lignes de transport d'énergie comprenait :
- lignes THT 220 kV : 579 km,
- lignes THT 132 kV : 1 621 km,
- lignes HT 60 kV : 965 km.

Le transport d'énergie était géré par le Bureau du Mouvement de l'Énergie, avec un répartiteur de charge basé à la station de transformation de Scorzè, dont la salle de contrôle supervisait les opérations et les programmes de production et la charge du réseau. En termes de choix, pour la gestion du système hydraulique comme pour la production et la distribution d'électricité, la compagnie S.A.D.E. SpA a toujours été à l'avant-garde de la technologie, avec une réputation enviée non seulement en Italie, mais aussi en Europe et dans le monde.
Le groupe S.A.D.E. SpA a diversifié ses investissements en prenant le contrôle de plusieurs sociétés de gestion d'aqueducs, comme la Società Acque Potabili de Turin et la Società dell'Acqua Pia Antica Marcia de Rome.

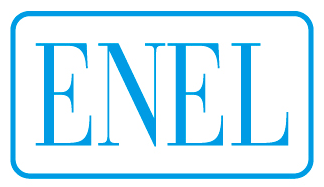
logo ENEL de 1963 à 1982

### La nationalisation (1963)
Le 6 décembre 1962, le gouvernement italien publie la Loi N° EN 1643, par laquelle  la société nationale ENEL - Ente Nazionale Energia Elettrica (Agence Nationale de l'Électricité) est créée et toutes les entreprises électriques intervenant sur le territoire italien sont nationalisées et leur installations transférées à l'ENEL. La nationalisation de la production et distribution de l'électricité a nécessité la séparation de ces activités du reste pour de nombreuses sociétés qui, comme la S.A.D.E. SpA comprenaient d'autres branches industrielles. De plus, la S.A.D.E. SpA a été impliquée dans les suites judiciaires consécutives à la tragédie du barrage du Vajont le 9 octobre 1963 causant environ 2 000 morts. Après la cession de la branche électricité, la S.A.D.E. SpA fusionne avec le groupe Montecatini SpA.